# Зарудечко
Зарудечко (укр. Зарудечко) — село в Збаражской городской общине Тернопольского района Тернопольской области Украины.
Код КОАТУУ — 6122483902. Население по переписи 2001 года составляло 111 человек.
До 2020 года входило в Збаражский район.

## Географическое положение
Село Зарудечко находится на правом берегу реки Гнезна Гнилая,
выше по течению на расстоянии в 1 км расположено село Шимковцы,
ниже по течению на расстоянии в 1,5 км расположено село Капустинцы,
на противоположном берегу — село Мусоровцы.
Рядом проходит железная дорога, станция Красносельцы в 3-х км.

## История
- 1837 год — дата основания.